# Neelan Tiruchelvam
Neelakandan Tiruchelvam (tàmil நீலகண்டன் திருச்செல்வம்; 31 de gener de 1944 - 29 de juliol de 1999) va ser un advocat, acadèmic i polític tàmil de Sri Lanka diputat al Parlament de Sri Lanka.

## Primers anys i família
Tiruchelvam va néixer el 31 de gener de 1944. Era fill de M. Tiruchelvam, un destacat advocat, i Punithavathy. Va estudiar al Royal College, Colombo. Després de llicenciar-se es va incorporar al Departament de Dret de la Universitat de Ceylan, graduant-se com a LL.B.. Va anar després a la Harvard Law School en la que va rebre els graus M.A. i J.S.D..
Tiruchelvam estava casat amb Sithie. Tenia dos fills (Nirgunan i Mithran).

## Carrera política
Tiruchelvam va començar com a advocat en 1968 al bufet del seu pare Tiruchelvam Associates. Va ser membre de la Comissió de Dret. Va ser nomenat membre del Consell del President en febrer de 1998.
Tiruchelvam va ocupar diversos càrrecs acadèmics a Sri Lanka i als EUA. Formà part del Programa Fulbright (1969–71) i fellow en dret i modernització a la Yale Law School (1972–74). Va ser lectora a la Facultat de Dret a la Universitat de Sri Lanka i Fellow Visitant Edward Smith i lector a la Harvard Law School.
Tiruchelvam fou director del Centre d'Estudis Ètnics (ICES), amb seu a Colombo. Va ser membre també del Minority Rights Group International (MRG) en 1994 i fou escollit membre del seu equip directiu en 1999. Havia estat observador internacional a diversos països, vom Pakistan, Xile, Kazakhstan, Etiòpia, Sud-àfrica i Nigèria.
L'u d'agost de 1982 T. Thirunavukarasu, diputat del Front Unit d'Alliberament Tàmil (TULF) per Vaddukoddai, va morir i el 14 d'octubre de 1982 el TULF va nominar Kuttimani (Selvarajah Yogachandran), membre destacat de l'organització militant Organització d'Alliberament de Tamil Eelam (TELO), per substituir-lo. Kuttimani aleshores era a la presó esperant judici acusat de participar en el robatori del banc Neervely. Hi va haver disputa sobre si Kuttimani era elegible per ser diputat i el 24 de gener de 1983 Kuttimani "dimití" del Parlament de Sri Lanka sense haver prestat mai jurament. Tiruchelvam va jurar el 8 de març de 1983. Tiruchelvam i tots els altres diputats del TULF van boicotejar el Parlament des de mitjans de 1983 per diversos motius: estaven sota la pressió dels grups militants tàmils de Sri Lanka per no romandre al Parlament més enllà del seu mandat normal de sis anys; la Sisena Esmena a la Constitució de Sri Lanka els va exigir que fessin un jurament que renunciessin incondicionalment al suport d'un Estat separat tàmil; i els disturbis del Juliol Negre en què fins a 3.000 tàmils van ser assassinats per una turba de singalesos. Després de tres mesos d'absència, Tiruchelvam va perdre el seu escó al Parlament el 22 d'octubre de 1983.
Després dels disturbis del Juliol Negre, molts dirigents de TULF van marxar a l'exili, però Tiruchelvam es va quedar a Colombo. Tiruchelvam fou nomenat diputat al Parlament pel TULF dins la Llista Nacional després de les eleccions legislatives de Sri Lanka de 1994. Tiruchelvam, junt amb G. L. Peiris, foren els autors principals de la reforma constitucional de 1995 del President Chandrika Kumaratunga i del pla de devolució (també conegut com el "Paquet GL-Neelan" o "The New Deal"). El pla implicava convertir Sri Lanka d'un estat unitari en una "unió de regions", la fusió de la província del Nord i la província de l'Est, expandint les competències retornades als consells provincials, l'establiment d'un mecanisme per resoldre disputes entre els governs central i provincials i un major reconeixement de les moltes minories de Sri Lanka. El pla anava més enllà de la Tretzena Esmena i era federalisme en tot menys el nom. El pla, que va ser llançat el 3 d'agost de 1995, va ser ben acollit generalment tant a Sri Lanka com a l'estranger però va ser atacat per nacionalistes singalesos i militants tàmils. Posteriorment el pla va ser tant diluït que fins i tot el TULF es va negar a donar-li suport i el pla mai va ser implementat.

## Assassinat
El matí del 29 de juliol de 1999, Tiruchelvam va dirigir-se a la seva oficina a Kynsey Terrace, Colombo, quan, a les 9.10 hores, un home es va llançar contra el cotxe de Tiruchelvam prop de la cruïlla Kynsey Road-Rosemead Place, detonant un explosiu que va matar tant Tiruchelvam com assassí. El xòfer i el guardaespatlles de Thiruchelvam i tres policies en un jeep d'escorta darrere del cotxe també van resultar ferits. Els Tigres d'Alliberament de Tamil Eelam van ser culpats per tothom de l'assassinat. L'assassinat va rebre la condemna d'arreu del món.
En 2001 Tiruchelvam va ser guardonat pòstumament amb el Primer Premi Internacional de la Law and Society Association per "la seva distinció acadèmica en pluralisme legal, drets humans, constitucionalisme, conflicte ètnic i capacitat legal de contenir la violència". També va rebre pòstumament el Premi al Coratge Civil de la Train Foundation.